# Mammingerschwaigen
Mammingerschwaigen ist ein Gemeindeteil des Marktes Pilsting im niederbayerischen Landkreis Dingolfing-Landau.

## Lage
Das Dorf Mammingerschwaigen liegt auf einer Höhe von 341 Metern am Rande des Tales der Isar, etwa einen Kilometer südöstlich von Pilsting. In östlicher Richtung erstreckt sich der Gäuboden.